# Сюй Кай
Сюй Кай (спрощ.: 许凯; кит. трад.: 許凱; піньїнь: Xǔ Kǎi; 5 березня 1995, Шеньчжень), також відомий під своїм англійським іменем Кай Сюй (англ. Kai Xu) — китайський актор і модель, найбільш відомий своєю роллю в драмах «Історія палацу Яньсі» (2018), «Легенди» (2019), «Військова академія Арсенал» (2019), «Впасти у твою посмішку» (2021), «Поезія старовинного кохання» (2021) та «Королівський бенкет» (2022).

## Біографія

### Раннє життя
Сюй Кай народився в Шеньчжені, провінція Ґуандун, 5 березня 1995 року.
У 2013 році вісімнадцятилітній Сюй виграв чемпіонат у конкурсі моделювання друкованої реклами, що проходив у Ґуанчжоу.
У 2016 році підписав контракт з розважальною компанією Huanyu Film, що належить Юй Чжену та увійшов у індустрію розваг. Сюй Кай брав участь у телевізійному серіалі «Чжаоґе» (2016 — 2017), де він зіграв Ян Цзяня.

### Зростання популярності
У 2018 році Сюй зіграв головну роль в історичній романтичній драмі «Недоторкані коханці», а потім у драмі «Історія палацу Яньсі», де він здобув визнання в основному своєю роллю Фухена.
У 2019 році Сюй дебютував на великому екрані в романтичному фільмі «Осіння казка». Того ж року Сюй зіграв свою першу головну роль у драмі «Легенди». Роль Сю як вірного та небагатослівного принца демонів у «Легенди» отримала схвальні відгуки, він пережив хвилю зростання популярності. У тому ж році він знявся в молодіжній військовій драмі «Військова академія Арсенал». Його гра в драмі принесла нагороду за найкращу чоловічу роль на китайському фестивалі кіно і телебачення Hengdian. Сюй також зіграв головну роль у драмі «Одного разу на горі Ліньцзянь», заснованій на однойменній манхуа.
Forbes China включив Сю у свій список 30 Under 30 China 2019 (укр. 30 [людей] до 30 [років]. Китай 2019), який складався з 30 впливових людей віком до 30 років, що мали значний вплив у своїх галузях.
У 2020 році Сюй Кай знявся в історичній фентезі-драмі «Танок небесної імперії».
У 2021 році Сюй виконує головну роль у китайському романтичному комедійному телевізійному серіалі про кіберспорт «Впасти у твою посмішку» в ролі Лу Сі Чена/Шахіста та головну роль у китайському фантастичному романтичному телесеріалі жанру сянься «Поезія старовинного кохання» як Бай Цзюе/Цін Му/Бо Сюань.

## Фільмографія

### Фільм
| Рік  | Назва        | Назва             | Назва      | Роль     | Канал | Примітки |
| Рік  | (укр.)       | (англ.)           | (кит.)     | Роль     | Канал | Примітки |
| ---- | ------------ | ----------------- | ---------- | -------- | ----- | -------- |
| 2019 | Осіння казка | Autumn Fairy Tale | 蓝色生死恋 | Хань Тай | Iqiyi | [ 16 ]   |

### Телесеріали
| Рік  | Назва                         | Назва                                 | Назва          | Роль                     | Канал              | Примітки |
| Рік  | (укр.)                        | (англ.)                               | (кит.)         | Роль                     | Канал              | Примітки |
| ---- | ----------------------------- | ------------------------------------- | -------------- | ------------------------ | ------------------ | -------- |
| 2018 | Недоторкані коханці           | Untouchable Lovers                    | 凤囚凰         | Шень Юй                  | Hunan TV           | [ 17 ]   |
| 2018 | Історія палацу Яньсі          | Story of Yanxi Palace                 | 延禧攻略       | Фуча Фухен               | iQiyi              | [ 18 ]   |
| 2019 | Легенди                       | The Legends                           | 招摇           | Лі Ченьлань/Мо Цін       | Hunan TV           | [ 19 ]   |
| 2019 | Військова академія Арсенал    | Arsenal Military Academy              | 烈火军校       | Ґу Яньчжень              | iQiyi              | [ 20 ]   |
| 2019 | Одного разу на горі Ліньцзянь | Once Upon a Time in Lingjian Mountain | 从前有座灵剑山 | Ван Лу                   | iQiyi              | [ 13 ]   |
| 2020 | Танок небесної імперії        | Dance of the Sky Empire               | 天舞纪         | Лі Сюань                 | iQiyi              | [ 15 ]   |
| 2021 | Придворна дама                | Court Lady                            | 骊歌行         | Шен Чуму                 | iQiyi, Tencent     |          |
| 2021 | Впасти у твою посмішку        | Falling Into Your Smile               | 你微笑时很美   | Лу Сичен                 | Youku, Tencent     |          |
| 2021 | Поезія старовинного кохання   | Ancient Love Poetry                   | 千古玦尘       | Бай Цзюе/Цін Му/Бо Сюань | Tencent            | [ 21 ]   |
| 2022 | Королівський бенкет           | Royal Feast                           | 尚食           | Чжу Чжанцзі              | Mango TV, Hunan TV |          |
| 2022 | Вона та її ідеальний чоловік  | She and Her Perfect Husband           | 爱的二八定律   | Ян Хуа                   | Tencent, Hunan TV  | [ 22 ]   |
| 2022 | Загублений в горах Кунь-Лунь  | Lost in the Kun Lun Mountains         | 迷航昆仑墟     | Дін Юньці                | iQiyi              |          |
| 2023 | Лорд Сніговий Орел            | Lord Snow Eagle                       | 雪鹰领主       | Сюе Ін                   | Tencent            |          |
| 2023 | Лею Юань                      | Leyou Yuan                            | 乐游原         | Лі Ні                    | Tencent            |          |
| 2023 | Молитва за цей день           | Pray for this day                     | 祈今朝         | Юе Цзіньчжао             |                    |          |

## Дискографія
| Рік  | Назва           | Назва            | Назва    | Альбом                       | Примітки |
| Рік  | (укр.)          | (англ.)          | (кит.)   | Альбом                       | Примітки |
| ---- | --------------- | ---------------- | -------- | ---------------------------- | -------- |
| 2019 | Вхід у мрію     | Entering a Dream | 入梦     | Arsenal Military Academy OST | [ 23 ]   |
| 2021 | Споріднена душа | Soulmate         | 第一默契 | Falling Into Your Smile OST  | [ 24 ]   |

## Нагороди та номінації
| Рік  | Нагорода                                                     | Категорія                       | Результат | Примітки |
| ---- | ------------------------------------------------------------ | ------------------------------- | --------- | -------- |
| 2018 | 7th iQiyi All-Star Carnival                                  | Премія «Перспективний актор»    | Перемога  | [ 25 ]   |
| 2018 | 12th Tencent Video Star Awards                               | Премія DOKI «Нова сила»         | Перемога  | [ 26 ]   |
| 2019 | 6th The Actors of China Award Ceremony                       | Найкращий актор (Веб-серіал)    | Номінація | [ 27 ]   |
| 2019 | 6th Hengdian Film and TV Festival of China (Wenrong Awards)  | Найкращий актор                 | Перемога  | [ 28 ]   |
| 2019 | StarHub Night of Stars 2019                                  | Найкращий актор (Китай)         | Перемога  | [ 29 ]   |
| 2019 | Golden Bud - The Fourth Network Film And Television Festival | Найкращий актор                 | Номінація | [ 30 ]   |
| 2019 | 8th iQiyi All-Star Carnival                                  | Найпопулярніший актор драми     | Перемога  | [ 31 ]   |
| 2019 | 16th Esquire Man At His Best Awards                          | Телевізійний актор року         | Перемога  | [ 32 ]   |
| 2019 | Tencent Video All Star Awards                                | Модель року                     | Перемога  | [ 33 ]   |
| 2020 | Tencent Video All Star Awards                                | Найкращий високосний актор року | Перемога  |          |
| 2020 | 17th Esquire Man At His Best Awards                          | Проривний артист року           | Перемога  |          |